# Guthega Dam
Guthega Dam är en dammbyggnad i Australien. Den ligger i kommunen Snowy River och delstaten New South Wales, i den sydöstra delen av landet, omkring 380 kilometer sydväst om delstatshuvudstaden Sydney.
Runt Guthega Dam är det mycket glesbefolkat, med 3 invånare per kvadratkilometer.. Närmaste större samhälle är Moonbah, omkring 20 kilometer sydost om Guthega Dam. 
Trakten runt Guthega Dam består i huvudsak av gräsmarker. Genomsnittlig årsnederbörd är 1 573 millimeter. Den regnigaste månaden är juni, med i genomsnitt 190 mm nederbörd, och den torraste är november, med 84 mm nederbörd.